# Marco Leonardi
Marco Leonardi (Melbourne, 14 novembre 1971) è un attore italiano.

## Biografia
Nato in Australia da padre e madre calabresi di Locri, in provincia di Reggio Calabria, all'età di quattro anni si è spostato in Italia insieme alla famiglia, che era emigrata alla ricerca di lavoro, dove ha raggiunto la cugina Elisabetta Careri, attrice laureata in filosofia.
Dopo l'esordio in La sposa era bellissima, ultima regia cinematografica di Pál Gábor, è diventato noto per il film, premiato con l'Oscar, Nuovo Cinema Paradiso (1988) di Giuseppe Tornatore e, successivamente, per la pellicola messicana Come l'acqua per il cioccolato (1992) di Alfonso Arau. Nel 1989 ha partecipato al film Scugnizzi, di Nanni Loy, dove ha interpretato il ruolo di Salvatore Savastano. Nel 2007 ha interpretato Diego Armando Maradona nel film Maradona - La mano de Dios di Marco Risi; ha lavorato inoltre nella fiction di Canale 5 Il capo dei capi.

## Vita privata
Dal 1991 al 1999 è stato compagno dell'attrice messicana Lumi Cavazos, conosciuta sul set di Come l'acqua per il cioccolato: i due hanno lavorato anche nel film Viva San Isidro!. Nel 2000 sul set di Dal tramonto all'alba 3 - La figlia del boia ha conosciuto l'attrice americana Rebecca Gayheart e per un anno i due sono stati legati sentimentalmente.

## Filmografia parziale

### Cinema
- La sposa era bellissima, regia di Pál Gábor (1986)
- Ultimo minuto, regia di Pupi Avati (1987)
- Il coraggio di parlare, regia di Leandro Castellani (1987)
- Ciao ma'..., regia Giandomenico Curi (1988)
- Nuovo Cinema Paradiso, regia di Giuseppe Tornatore (1988)
- Scugnizzi, regia di Nanni Loy (1989)
- Dimenticare Palermo, regia di Francesco Rosi (1990)
- Ferdinando, un uomo d'amore, regia di Memè Perlini (1990)
- Come l'acqua per il cioccolato, regia di Alfonso Arau (1992)
- La ribelle, regia di Aurelio Grimaldi (1993)
- Le buttane, regia di Aurelio Grimaldi (1994)
- Banditi, regia di Stefano Mignucci (1995)
- Viva San Isidro!, regia di Alessandro Cappeletti (1995)
- La sindrome di Stendhal, regia di Dario Argento (1996)
- Una vacanza all'inferno, regia di Tonino Valerii (1997)
- La Frontiera, regia di Franco Giraldi (1996)
- Italiani, regia di Maurizio Ponzi (1996)
- I cinque sensi, regia di Jeremy Podeswa (1999)
- Dal tramonto all'alba 3 - La figlia del boia (From Dusk Till Dawn 3: The Hangman's Daughter), regia di P. J. Pesce (2000)
- I cavalieri che fecero l'impresa, regia di Pupi Avati (2001)
- C'era una volta in Messico (Once Upon a Time in Mexico), regia di Robert Rodriguez (2003)
- Mary, regia di Abel Ferrara (2005)
- Maradona - La mano de Dios, regia di Marco Risi (2007)
- Red Gold, regia di John Irvin (2009)
- Tutti vogliono i miei soldi, regia di Marco Leonardi (2012)
- Cha cha cha, regia di Marco Risi (2013)
- Anime nere, regia di Francesco Munzi (2014)
- Ustica, regia di Renzo Martinelli (2016)
- The Space Between regia di Ruth Borgobello (2016)
- Prigioniero della mia libertà, regia di Rosario Errico (2016)
- La ragazza del mondo, regia di Marco Danieli (2016)
- Tutti i soldi del mondo (All the Money in the World), regia di Ridley Scott (2017)
- Una famiglia, regia di Sebastiano Riso (2017)
- Lucania, regia di Gigi Roccati (2018)
- La banalità del crimine, regia di Igor Maltagliati (2018)
- Martin Eden, regia di Pietro Marcello (2019)
- Aspromonte - La terra degli ultimi, regia di Mimmo Calopresti (2019)
- American Night, regia di Alessio Della Valle (2021)
- La Grande Guerra del Salento, regia di Marco Pollini (2022)
- Padre Pio, regia di Abel Ferrara (2022)
- Romanzo radicale, regia di Mimmo Calopresti (2022)
- Io e mio fratello, regia di Luca Lucini (2023)
- Il mio posto è qui, regia di Daniela Porto e Cristiano Bortone (2024)

### Televisione
- La fine dei giochi, regia di Fabrizio Laurenti – film TV (1990)
- Villa Maltraversi, regia di Fabrizio Laurenti – film TV (1993)
- Pensando all'Africa, regia di Ruggero Deodato – miniserie TV (1998)
- Don Matteo – serie TV, episodio 4x22 (2004)
- Elisa di Rivombrosa - Parte seconda – serie TV (2005)
- San Pietro, regia di Giulio Base – miniserie TV (2005)
- Il capo dei capi, regia di Enzo Monteleone e Alexis Sweet – miniserie TV (2007) - ruolo: Calogero Bagarella adulto
- L'ultimo padrino, regia di Marco Risi – miniserie TV (2008) - ruolo: Africa
- Squadra antimafia - Palermo oggi – serie TV (2009)
- L'ombra del destino, regia di Pier Belloni – miniserie TV (2011)
- Il generale dei briganti, regia di Paolo Poeti – miniserie TV (2012)
- 6 passi nel giallo - Gemelle, regia di Roy Bava – film TV (2012)
- Il tredicesimo apostolo - La rivelazione - 7º episodio (2014)
- Squadra mobile – serie TV, episodi 1x16-2x01-2x02 (2015-2017)
- Questo è il mio paese – serie TV (2015)
- Maltese - Il romanzo del Commissario – serie TV (2017)
- Liberi sognatori - Una donna contro tutti, regia di Fabio Mollo – film TV (2018)
- Gli orologi del diavolo– serie TV (2020)
- Das Boot – serie TV, episodi 4x03-4x04-4x06 (2023)
- Vincenzo Malinconico, avvocato d'insuccesso – serie TV, episodi 2x02-2x03-2x04 (2024)

## Doppiatori italiani
- Fabrizio Manfredi in Nuovo Cinema Paradiso, Davide
- Francesco Prando in Come l'acqua per il cioccolato, Ustica
- Corrado Conforti in La sposa era bellissima
- Francesco Venditti in Dal tramonto all'alba 3 - La figlia del boia
- Stefano Billi in C'era una volta in Messico
- Francesco Bulckaen in Mary